# Zdenko Medveš
Zdenko Medveš, slovenski pedagog in politik, * 18. oktober 1940, Livek.

## Življenje in delo
Rodil se je na Livku pri Kobaridu. Po osnovni šoli je končal učiteljišče v Tolminu in se zaposlil kot vzgojitelj. Diplomiral je 1967 na Filozofski fakulteti v Ljubljani (pedagogika, filozofija). Leta 1987 je bil po uspešnem zagovoru doktorske disertacije Odnos med splošno in strokovno izobrazbo v razvoju šolskih sistemov promoviran za doktorja pedagoških ved na Univerzi v Ljubljani. 1968 se je zaposlil kot asistent na Pedagoškem inštitutu pri Univerzi v Ljubljani, v letih 1972-75 je bil njegov direktor, v letih 1975/82 je bil svetovalec predsednika Republiškega komiteja za vzgojo in šport, v letih 1982-2009 je bil profesor na Filozofski fakulteti v Ljubljani. Med 15. avgustom 1999 in 15. junijem 2000 je bil državni sekretar Republike Slovenije na Ministrstvu za šolstvo in šport. Poleg pedagoškega in znanstvenega dela, ki je pomembno za razvoj primerjalne pedagogike in teorije vzgoje, je bil eden nosilnih strokovnjakov pri razvoju izobraževalnega sistema v Sloveniji v 80-ih letih, zlasti pri uvajanju usmerjenega izobraževanja, kjer je bil njegov prispevek v širjenju splošne izobrazbe v poklicnih šolah ter v rahljanju ideološko-politične zahteve po poklicno specializiranem profiliranju vseh oblik srednjega šolstva. S tem je prispeval k ohranjanju strokovno splošnejših izobraževalnih programov (družboslovnega, naravoslovno-matematičnega, kulturnega, pedagoškega) kljub težnji po popolni odpravi gimnazije. V 90-ih pa je sodeloval pri postavitvi sistema poklicnega in strokovnega izobraževanja in izpeljal koncept poklicne mature. V 90-ih je sodeloval tudi v več mednarodnih projektih reformiranja poklicnega izobraževanja na Balkanu, posebej intenzivno v prenovi programov poklicnega izobraževanju v Črni gori ter izobraževanju učiteljev za implementacijo novih konceptov poklicnega izobraževanja kot ekspert v dveh CARDS programih.

### Pomembnejše funkcije
- od 1996 do 1999 predsednik strokovnega sveta RS za poklicno in strokovno izobraževanje
- od 2001 do 2007 predsednik Državne komisije za poklicno maturo
- od 2001 do 2005 predsednik Zveze društev pedagoških delavec Slovenije